# 総合病院回生病院
社会医療法人財団大樹会 総合病院回生病院（しゃかいいりょうほうじんざいだんたいじゅかい そうごうびょういんかいせいびょういん）は、香川県坂出市にある医療機関。社会医療法人財団大樹会が運営する病院である。中讃保健医療圏（丸亀市、坂出市、善通寺市、綾歌郡、仲多度郡）の地域医療支援病院である。DMATチームを有する。

## 診療科
- 内科（総合科）
- 小児科
- メンタルヘルス科
- 外科
- 整形外科
- 脳神経外科
- 泌尿器科
- 産婦人科
- 眼科
- 耳鼻咽喉科
- 放射線科
- 形成外科
- 麻酔科
- 救急科
- 病理診断科
- 透析センター
- 関節外科センター
- 手の外科センター
- 消化器センター
- リハビリテーション科
- ペインクリニック内科

## 医療機関の指定等
- 保険医療機関
- 労災保険指定医療機関
- 指定自立支援医療機関（精神通院医療）
- 身体障害者福祉法指定医の配置されている医療機関
- 精神保健指定医の配置されている医療機関
- 生活保護法指定医療機関
- 結核指定医療機関
- 戦傷病者特別援護法指定医療機関
- 原子爆弾被害者医療指定医療機関
- 母体保護法指定医の配置されている医療機関
- 地域医療支援病院
- 臨床研修指定病院
- DPC対象病院

## 近隣の施設
- 坂出市役所
- 坂出郵便局

## 交通アクセス
- JR四国予讃線坂出駅下車、徒歩10分。